# Cantonul Provins
Cantonul Provins este un canton din arondismentul Provins, departamentul Seine-et-Marne, regiunea Île-de-France , Franța.

## Comune
- Chalautre-la-Petite
- La Chapelle-Saint-Sulpice
- Chenoise
- Cucharmoy
- Longueville
- Mortery
- Poigny
- Provins (reședință)
- Rouilly
- Saint-Brice
- Sainte-Colombe
- Saint-Hilliers
- Saint-Loup-de-Naud
- Soisy-Bouy
- Vulaines-lès-Provins